# Велингтон (Колорадо)
Велингтон (енгл. Wellington) град је у америчкој савезној држави Колорадо.

## Демографија
По попису из 2010. године број становника је 6.289, што је 3.617 (135,4%) становника више него 2000. године.
| Група             | 2000.         | 2010.         |
| Белци             | 2.256 (84,4%) | 5.232 (83,2%) |
| Афроамериканци    | 7 (0,3%)      | 46 (0,7%)     |
| Азијати           | 18 (0,7%)     | 42 (0,7%)     |
| Хиспаноамериканци | 324 (12,1%)   | 838 (13,3%)   |
| Укупно            | 2.672         | 6.289         |